# 長山寺
長山寺（ちょうさんじ）は岐阜県揖斐郡揖斐川町谷汲にある臨済宗妙心寺派の寺院。長瀬城主鷹司氏菩提寺。
創建年代は不詳。鷹司冬基が開基である。長瀬城主鷹司氏の菩提寺として繁栄し、寺家が三十六院あったと伝えられる。天文17年（1548年）に長瀬城が落城した際、兵火を受けて衰頽する。正保4年（1647年）山県郡霊松院開山の石翁玄需により中興された。弘化4年（1848年）寺観を改める。大正10年（1921年）、15世華岳の代に字東坊所から現在地に移転した。